# Wydział Politologii i Dziennikarstwa Uniwersytetu Marii Curie-Skłodowskiej
Wydział Politologii i Dziennikarstwa Uniwersytetu Marii Curie-Skłodowskiej – jeden z trzynastu wydziałów Uniwersytetu Marii Curie-Skłodowskiej w Lublinie. 

## Historia
Wydział powstał w 1993 roku, wskutek przekształcenia z istniejącego od 1975 roku Instytutu Nauk Politycznych.

## Kierunki kształcenia
Dostępne kierunki:
- Administracja i zarządzanie publiczne (studia I stopnia)
- Administracja publiczna (studia II stopnia)
- Bezpieczeństwo narodowe (studia I i II stopnia)
- Dziennikarstwo i komunikacja społeczna (studia I i II stopnia)
- International relations (studia I i II stopnia)
- IT Cyber security (studia II stopnia)
- Nowe media (studia II stopnia)
- Politologia (studia I i II stopnia)
- Produkcja medialna (studia I i II stopnia)
- Public relations i zarządzanie informacją (studia I stopnia)
- Społeczeństwo informacyjne (studia I stopnia)
- Stosunki międzynarodowe (studia I i II stopnia)

## Poczet dziekanów
1. prof. dr hab. Jan Jachymek (1993–1999)
2. prof. dr hab. Ziemowit Jacek Pietraś (1999–2004)
3. prof. dr hab. Henryk Chałupczak (2004–2005)
4. prof. dr hab. Stanisław Michałowski (2005–2008)
5. prof. dr hab. Grzegorz Janusz (2008–2016)
6. prof. dr hab. Iwona Hofman (2016–2019)
7. dr hab. Wojciech Ziętara (2019–2024)
8. dr hab. Ewelina Podgajna, prof. UMCS (2024–2028)

## Władze Wydziału
W kadencji 2024–2028:
| Stanowisko                 | Imię i nazwisko                               |
| -------------------------- | --------------------------------------------- |
| Dziekan                    | dr hab. Ewelina Podgajna, prof. UMCS          |
| Prodziekan ds. studenckich | dr hab. Małgorzata Adamik-Szysiak, prof. UMCS |

## Struktura organizacyjna

### Instytut Nauk o Polityce i Administracji
Dyrektor: prof. dr hab. Marek Pietraś
- Katedra Administracji Publicznej
- Katedra Bezpieczeństwa Międzynarodowego
- Katedra Myśli Politycznej i Komunikowania Politycznego
- Katedra Ruchów Politycznych i Badań Etnicznych
- Katedra Stosunków Międzynarodowych
- Katedra Systemów Politycznych i Praw Człowieka
- Katedra Teorii i Metodologii Nauk o Polityce i Administracji
- Pracownia Laboratory of International Memory Studies
- Zespół Badań Propagandy i Dezinformacji
- Zespół Badań Rywalizacji Wyborczej i Marketingu Politycznego

### Instytut Nauk o Komunikacji Społecznej i Mediach
Dyrektor: prof. dr hab. Iwona Hofman
- Katedra Dziennikarstwa
- Katedra Informatologii, Bibliologii i Edukacji Medialnej
- Katedra Komunikacji Medialnej
- Katedra Teorii Mediów
- Pracownia Badań nad Instytutem Literackim w Paryżu
- Katedra Mediatyzacji
- Katedra Komunikacji Politycznej